# Les Autels (Aisne)
Les Autels és un municipi francès situat al departament de l'Aisne i a la regió dels Alts de França. L'any 2007 tenia 75 habitants.

## Demografia

### Població
El 2007 la població de fet de Les Autels era de 75 persones. Hi havia 28 famílies de les quals 8 eren unipersonals (8 dones vivint soles i 8 dones vivint soles), 8 parelles sense fills, 8 parelles amb fills i 4 famílies monoparentals amb fills.
La població ha evolucionat segons el següent gràfic:
Habitants censats

### Habitatges
El 2007 hi havia 56 habitatges, 32 eren l'habitatge principal de la família, 18 eren segones residències i 6 estaven desocupats. Tots els 53 habitatges eren cases. Dels 32 habitatges principals, 24 estaven ocupats pels seus propietaris, 3 estaven llogats i ocupats pels llogaters i 4 estaven cedits a títol gratuït; 1 tenia dues cambres, 7 en tenien tres, 11 en tenien quatre i 12 en tenien cinc o més. 18 habitatges disposaven pel capbaix d'una plaça de pàrquing. A 20 habitatges hi havia un automòbil i a 9 n'hi havia dos o més.

### Piràmide de població
La piràmide de població per edats i sexe el 2009 era:
| Homes | Edats   | Dones |
| ----- | ------- | ----- |
| 0     | 95 o +  | 0     |
| 4     | 90 a 94 | 4     |
| 0     | 85 a 89 | 0     |
| 0     | 80 a 84 | 0     |
| 0     | 75 a 79 | 0     |
| 4     | 70 a 74 | 0     |
| 8     | 65 a 69 | 0     |
| 8     | 60 a 64 | 12    |
| 0     | 55 a 59 | 0     |
| 0     | 50 a 54 | 4     |
| 4     | 45 a 49 | 0     |
| 0     | 40 a 44 | 0     |
| 0     | 35 a 39 | 4     |
| 0     | 30 a 34 | 0     |
| 0     | 25 a 29 | 0     |
| 4     | 20 a 24 | 0     |
| 0     | 15 a 19 | 4     |
| 4     | 10 a 14 | 4     |
| 0     | 5 a 9   | 4     |
| 0     | 0 a 4   | 0     |

## Economia
El 2007 la població en edat de treballar era de 34 persones, 22 eren actives i 12 eren inactives. De les 22 persones actives 17 estaven ocupades (11 homes i 6 dones) i 5 estaven aturades (2 homes i 3 dones). De les 12 persones inactives 5 estaven jubilades, 1 estava estudiant i 6 estaven classificades com a «altres inactius».
Activitats econòmiques
L'any 2000 a Les Autels hi havia 12 explotacions agrícoles que ocupaven un total de 174 hectàrees.

## Poblacions més properes
El següent diagrama mostra les poblacions més properes.